# Cattleya frankeana
Cattleya frankeana är en orkidéart som beskrevs av Robert Allen Rolfe. Cattleya frankeana ingår i släktet Cattleya och familjen orkidéer. Inga underarter finns listade i Catalogue of Life.